# Estelle Getty
Estelle Getty, egentligen Estelle Scher-Gettleman, född Scher den 25 juli 1923 i New York, död 22 juli 2008 i Hollywood, Los Angeles, var en amerikansk Emmy- och Golden Globe-vinnande skådespelerska. Hon blev mest känd för sin roll som Sophia Petrillo i tv-serien Pantertanter. På scen har hon medverkat i Torch Song Trilogy.
Hon var gift med Arthur Gettleman från 1947 till hans död 2004 och tog sitt artistnamn efter makens efternamn. Getty var av polsk-judisk härkomst. Hon är gravsatt på den judiska avdelningen på en kyrkogård i Hollywood.

## Filmografi i urval
- 1982 – Tootsie
- 1985 – Mask
- 1985–1992 – Pantertanter (TV-serie)
- 1987 – Skyltdockan
- 1992 – Stopp! Annars skjuter morsan skarpt
- 1993–1995 – Härlige Harry (TV-serie)
- 1999 – Stuart Little